# Aphistina balabacensis
Aphistina balabacensis là một loài ruồi trong họ Asilidae. Aphistina balabacensis được Oldroyd miêu tả năm 1972. Loài này phân bố ở miền Ấn Độ - Mã Lai.